# Leonard Whiting
Leonard Whiting (Londra, 30 giugno 1950) è un attore britannico, principalmente noto per il ruolo di Romeo Montecchi nel film Romeo e Giulietta (1968) di Franco Zeffirelli, adattamento dell'opera Shakespeariana, per il quale vinse il Golden Globe per il miglior attore debuttante.

## Biografia
Leonard Whiting è nato nel distretto di Wood Green, a Londra, ed è il solo figlio maschio di Arthur Leonard Whiting, gestore di un negozio di materiali da esibizione, e Peggy Joyce O'Sullivan, operaia in una fabbrica di apparecchi telefonici. Ha due sorelle minori, Linda e Anne, e ha antenati inglesi, irlandesi e zingari. Ha frequentato la St. Richard of Chichester School dove si è diplomato giusto un paio di settimane prima dell'inizio del lavoro sul set di Romeo e Giulietta.
Ha iniziato la sua carriera all'età di dodici anni, quando venne avvistato da un agente in uno studio di registrazione. Dopo averlo sentito cantare, l'agente suggerì di fagli fare un provino per il musical Oliver! di Lionel Bart, che aveva continuo bisogno di sostituti per i ruoli dei bambini protagonisti. Whiting ottenne il ruolo di Jack Dawkins, e lo portò in scena per diciotto mesi; in seguito recitò per tredici mesi nella produzione del National Theatre tratta dal romanzo Love for Love di Congreve, andando in tour a Mosca e a Berlino.
Per il ruolo di Romeo Montecchi venne scelto da Franco Zeffirelli dopo tre mesi di provini ad altri trecento ragazzi, e venne così descritto dal regista:
A metà degli anni settanta, la sua voce catturò l'attenzione del tecnico del suono Alan Parsons, che era in procinto di registrare quello che sarebbe stato il primo album del The Alan Parsons Project, Tales of Mystery and Imagination - Edgar Allan Poe. In esso Whiting ha cantato il brano The Raven. Successivamente si è focalizzato sulla sua carriera teatrale come attore e scrittore.
Nel 2023 Whiting e Olivia Hussey fecero causa alla casa cinematografica, la Paramount Pictures, lamentando di aver subìto presunti abusi su minori sul set di Romeo e Giulietta. Secondo i due attori, Zeffirelli, venendo meno agli accordi, li avrebbe costretti a girare una scena in camera da letto non, come assicurato, con tute color carne ma filmandoli nudi. Per tale motivo veniva avanzata richiesta di risarcimento per 500 milioni di dollari. Il Tribunale di Los Angeles ha archiviato la denuncia e respinto la richiesta di risarcimento, dichiarando che la ricostruzione dei denuncianti integrava un grosso errore di descrizione.

## Vita privata
È stato sposato dal 1971 al 1977 con Cathee Dahmen, con cui poi ha divorziato, e dal 1995 è unito in matrimonio con Lynn Presser. Ha due figlie: Sarah, avuta con la prima moglie, e Charlotte Westenra, la cui madre è Valerie Tobin.

## Filmografia

### Cinema
- The Legend of Young Dick Turpin, regia di James Neilson (1965)
- Romeo e Giulietta (Romeo and Juliet), regia di Franco Zeffirelli (1968)
- La grande strage dell'impero del sole (The Royal Hunt of the Sun), regia di Irving Lerner (1969)
- Infanzia, vocazione e prime esperienze di Giacomo Casanova, veneziano, regia di Luigi Comencini (1969)
- Il ragazzo e la quarantenne (Say Hello to Yesterday), regia di Alvin Rakoff (1971)
- Le eccitanti guerre di Adeline (À la guerre comme à la guerre), regia di Bernard Borderie (1972)
- Rachel's Man, regia di Moshé Mizrahi (1975)
- Social Suicide, regia di Bruce Webb (2015)

### Televisione
- A Poor Gentleman – serie TV, episodi 1x01-1x02 (1965)
- Laughter from the Whitehall – serie TV, episodio 1x09 (1965)
- Disneyland – serie TV, episodi 12x17-12x18 (1966)
- Love Story – serie TV, episodio 10x13 (1973)
- Frankenstein: The True Story, regia di Jack Smight – film TV (1973)
- La pietra dei sogni (The Dreamstone) - serie TV, 16 episodi (1990-1995) - voce

## Doppiatori italiani
- Giancarlo Giannini in Romeo e Giulietta; Infanzia, vocazione e prime esperienze di Giacomo Casanova, veneziano